# Velella (sous-marin, 1911)
Pour les articles homonymes, voir Velella (sous-marin).
Le Velella est un sous-marin de la classe Medusa, en service dans la Regia Marina lancé au début des années 1910 et ayant servi pendant la Première Guerre mondiale.

## Caractéristiques
La classe Medusa déplaçait 250 tonnes en surface et 305 tonnes en immersion. Les sous-marins mesuraient 45,15 mètres de long, avaient une largeur de 4,2 mètres et un tirant d'eau de 3 mètres. Ils avaient une profondeur de plongée opérationnelle de 40 mètres. Leur équipage comptait 2 officiers et 19 sous-officiers et marins. 
Pour la navigation de surface, les sous-marins étaient propulsés par deux moteurs diesel FIAT de 325 chevaux-vapeur (cv) (239 kW) chacun  entraînant deux arbres d'hélices. En immersion, chaque hélice était entraînée par un moteur électrique  Savigliano de 150 chevaux-vapeur (110 kW). Ils pouvaient atteindre 12,5 nœuds (23,1 km/h) en surface et 8,2 nœuds (15,1 km/h) sous l'eau. En surface, la classe Medusa avait une autonomie de 1 200 milles nautiques (2 222 km) à 8 noeuds (14,8 km/h); en immersion, elle avait une autonomie de 54 milles nautiques (100 km) à 6 noeuds (11,1 km/h).
Les sous-marins étaient armés de deux tubes lance-torpilles à l'avant de 45 centimètres, pour lesquels ils transportaient un total de 4 torpilles.

## Construction et mise en service
Le Velella est construit par le chantier naval FIAT-San Giorgio de La Spezia en Italie, et mis sur cale le 6 juin 1910. Il est lancé le 25 mai 1911 et est achevé et mis en service le 10 juillet 1912. Il est commissionné le même jour dans la Regia Marina.

## Historique
Dans la première phase de sa vie opérationnelle, le Velella  est employé - au sein du IIe Escadron de sous-marins - à l'entraînement dans les eaux du nord de la mer Tyrrhénienne (au large de la Ligurie et de la Sardaigne), basé d'abord à La Spezia, puis à La Maddalena,,.
A l'entrée de l'Italie dans la Première Guerre mondiale, il est basé à Brindisi ou à Tarente, encadrée dans le IIIe Escadron de la IIe Flottille sous-marine ; le commandant de l'unité est le lieutenant de vaisseau (tenente di vascello) De Feo,,.
Dans la nuit du 23 au 24 mai 1915, il est envoyé au large de Cattaro (escorté vers sa zone d'embuscade par le destroyer Espero) : il a été l'un des premiers sous-marins italiens (avec le Nereide) à effectuer une mission de guerre pendant la Première Guerre mondiale,.
Le 11 juillet 1915, les troupes italiennes débarquent dans l'archipel de Pelagosa, une station de surveillance de la mer Adriatique inférieure, et l'occupent. Pour soutenir les unités engagées dans le débarquement, le Velella est déployé en embuscade près de Pelagosa,,. 
Lors d'une mission suivante (commencée le 16 août et terminée trois jours plus tard), qui se déroule au large de Cattaro, il touche une mine mais celle-ci n'explose pas. Il échappe également à l'attaque d'un torpilleur ennemi, qui lui a lancé une torpille,. En rentrant à Brindisi, il a une collision avec le destroyer Dardo, causant des dégâts qui l'obligent à passer une période de travail en cale sèche,.
En 1915, le Velella a effectué un total de 16 missions offensives et 18 missions défensives.
Devenu chef d'escadron en 1916 - avec le lieutenant de vaisseau Pietro Tacchini comme commandant - il effectue cette année-là deux missions offensives et 14 missions défensives,.
En 1917, sous le commandement d'abord du lieutenant de vaisseau Franchini puis de son parigrade Vandone, il accomplit 21 missions offensives et deux défensives.
Le 16 octobre 1917, il est transféré à Tarente, mis en réserve puis désarmé; l'année suivante, il est radié puis mis au rebut.
Tout au long de la guerre, il a effectué 39 missions offensives et 34 défensives, passant 1 456 heures en surface et 1 127 heures sous l'eau,.